# Robert Krasker
Robert Krasker (membre de la BSC), né le 13 août 1913 à Perth (Australie-Occidentale) et mort le 16 août 1981 à Londres (Angleterre), est un directeur de la photographie australien.

## Biographie
Après des études à Dresde (Allemagne) et Paris (France), Robert Krasker s'installe en Angleterre, à Londres, en 1932. Aux côtés du réalisateur et producteur Alexander Korda, ll débute en 1934 comme cadreur, exerçant à ce titre jusqu'en 1941. Il devient chef opérateur en 1942 et officie ainsi jusqu'en 1966, sur trente-neuf films au total, britanniques surtout. Il participe aussi à quelques films américains (ex. : Alexandre le Grand de Robert Rossen, 1956), un film italien (Senso de Luchino Visconti, 1954), un film irlandais (Quand se lève la lune de John Ford, 1957), et des coproductions (ex. : Roméo et Juliette, film italo-britannique, 1954). Bien que retiré ensuite pour raison de santé, il revient toutefois brièvement au cinéma à l'occasion de deux courts métrages, sortis en 1976 et 1980.
Durant sa carrière, il collabore également avec les réalisateurs Anthony Asquith (ex. : La nuit est mon ennemie, 1959), Zoltan Korda (ex. : Pleure, ô pays bien-aimé, 1952), David Lean (ex. : Brève Rencontre, 1945), Anthony Mann (ex. : Le Cid, 1961) et Carol Reed (ex : Le Troisième Homme, 1949), entre autres. 
Le Troisième Homme permet à Robert Krasker de remporter l'Oscar de la meilleure photographie en 1951. En outre, il obtient une nomination au British Academy Film Award de la meilleure photographie en 1964 (voir la rubrique "Nominations et récompense" ci-dessous).

## Filmographie partielle
Films britanniques, sauf mention contraire ou complémentaire

### Comme cadreur
- 1934 : Catherine de Russie (The Rise of Catherine the Great) de Paul Czinner et Alexander Korda
- 1934 : The Private Life of Don Juan d'Alexander Korda
- 1936 : Rembrandt d'Alexander Korda
- 1936 : Les Mondes futurs ou La Vie future (Things to come) de William Cameron Menzies
- 1936 : Forget Me Not d'Alexander Korda
- 1938 : Alerte aux Indes (The Drum) de Zoltan Korda
- 1939 : Les Quatre Plumes blanches (The Four Feathers) de Zoltan Korda
- 1940 : Le Voleur de Bagdad (The Thief of Bagdad) de Ludwig Berger
- 1941 : Dangerous Moonlight de Brian Desmond Hurst (film américano-britannique)

### Comme directeur de la photographie
- 1942 : Un de nos avions n'est pas rentré (One of Our Aircraft is missing) de Michael Powell et Emeric Pressburger (photographe associé)
- 1943 : Femmes en mission (The Gentle Sex) de Leslie Howard et Maurice Elvey
- 1943 : Combat éternel (The Lamp still burns) de Maurice Elvey
- 1944 : Henry V (The Chronicle History of King Henry the Fift with His Battell Fought at Agincourt in France) de Laurence Olivier
- 1945 : César et Cléopâtre (Caesar and Cleopatra) de Gabriel Pascal
- 1945 : Brève Rencontre (Brief Encounter) de David Lean
- 1946 : Les Grandes Espérances (Great Expectations) de David Lean (photographe de seconde équipe, non crédité)
- 1947 : Huit Heures de sursis (Odd Man Out) de Carol Reed
- 1949 : Le Troisième Homme (The Third Man) de Carol Reed
- 1950 : Secret d'État (State Secret) de Sidney Gilliat
- 1951 : Jezebel (Another Man's Poison) d'Irving Rapper
- 1952 : Pleure, ô pays bien-aimé (Cry, the Beloved Country) de Zoltan Korda
- 1953 : Ne me quitte jamais (Never Let Me Go) de Delmer Daves
- 1953 : Tonnerre sur Malte (Malta Story) de Brian Desmond Hurst
- 1954 : Senso de Luchino Visconti (film italien)
- 1954 : Roméo et Juliette (Romeo and Juliet) de Renato Castellani (film italo-américain)
- 1955 : La Princesse d'Eboli (That Lady) de Terence Young
- 1956 : Trapèze (Trapeze) de Carol Reed (film américain)
- 1956 : Alexandre le Grand (Alexander the Great) de Robert Rossen (film américain)
- 1957 : Le Scandale Costello (The Story of Esther Costello) de David Miller
- 1957 : Quand se lève la lune (The Rising of the Moon) de John Ford (film irlandais)
- 1958 : Le Dilemme du docteur (The Doctor's Dilemma) d'Anthony Asquith
- 1958 : Un Américain bien tranquille (The Quiet Man) de Joseph L. Mankiewicz (film américain)
- 1958 : Behind the Mask de Brian Desmond Hurst
- 1959 : La nuit est mon ennemie (Libel) d'Anthony Asquith
- 1960 : Les Criminels (The Criminal) de Joseph Losey
- 1961 : Le Cid (El Cid) d'Anthony Mann (film italo-américano-britannique)
- 1962 : Billy Budd de Peter Ustinov
- 1962 : Sept heures avant la frontière (Guns of Darkness) d'Anthony Asquith
- 1963 : Le Deuxième Homme (The Running Man) de Carol Reed
- 1964 : La Chute de l'empire romain (The Fall of the Roman Empire) d'Anthony Mann (film américain)
- 1965 : Les Héros de Télémark (The Heroes of Telemark) d'Anthony Mann
- 1966 : L'Aventure sauvage (The Trap)  de Sidney Hayers (film britanno-canadien)

## Récompenses et distinctions

### Récompenses
- 1951 : Oscar de la meilleure photographie, catégorie noir et blanc, pour Le Troisième Homme

### Nominations
- 1964 : British Academy Film Award de la meilleure photographie, catégorie couleur, pour Le Deuxième Homme